# Iglesia de San Pedro (Gijón)
La iglesia de San Pedro es un templo católico ubicado en la ciudad de Gijón (Principado de Asturias, España), de la que es uno de sus edificios más representativos. Se sitúa en el Campo Valdés, en un extremo de la playa de San Lorenzo y a los pies del barrio de Cimadevilla. 
Fue el único templo parroquial de la localidad hasta el año 1893. La iglesia actual, construida entre 1945 y 1955 tras la destrucción del anterior edificio del siglo XV durante la Guerra Civil, sigue un proyecto de los arquitectos Francisco y Federico Somolinos. Originalmente de estilo gótico y con numerosos añadidos posteriores, en la actualidad es de estilo historicista inspirado en el románico y el prerrománico asturiano.

## Edificio primitivo
El templo anterior a la Guerra Civil fue construido en origen por el maestro cantero Lucas Bernaldo de la Quintana en la primera mitad del siglo XV, aunque con el paso del tiempo se fueron realizando numerosas reformas que hicieron que de su traza gótica original solo se conservasen los arcos ojivales de las naves laterales. En su interior el edificio tenía estructura de iglesia de salón y en el exterior destacaban un pórtico y una torre en el centro de la fachada principal que le daban un aspecto similar al de la iglesia actual, la cual mantiene ambos elementos.
Ninguna de las sucesivas obras de reforma ampliaron el aforo del templo, que acabaría por convertirse en un edificio pequeño para la villa. Este problema, unido al deterioro que presentaba el edificio, llevó a que se proyectase en varias ocasiones la construcción de una nueva iglesia. Gaspar Melchor de Jovellanos promovió la construcción de un nuevo templo durante su etapa como ministro y, más tarde, los arquitectos Juan Miguel de Inclán Valdés y Andrés Coello realizaron sendos proyectos en 1805 y 1859.

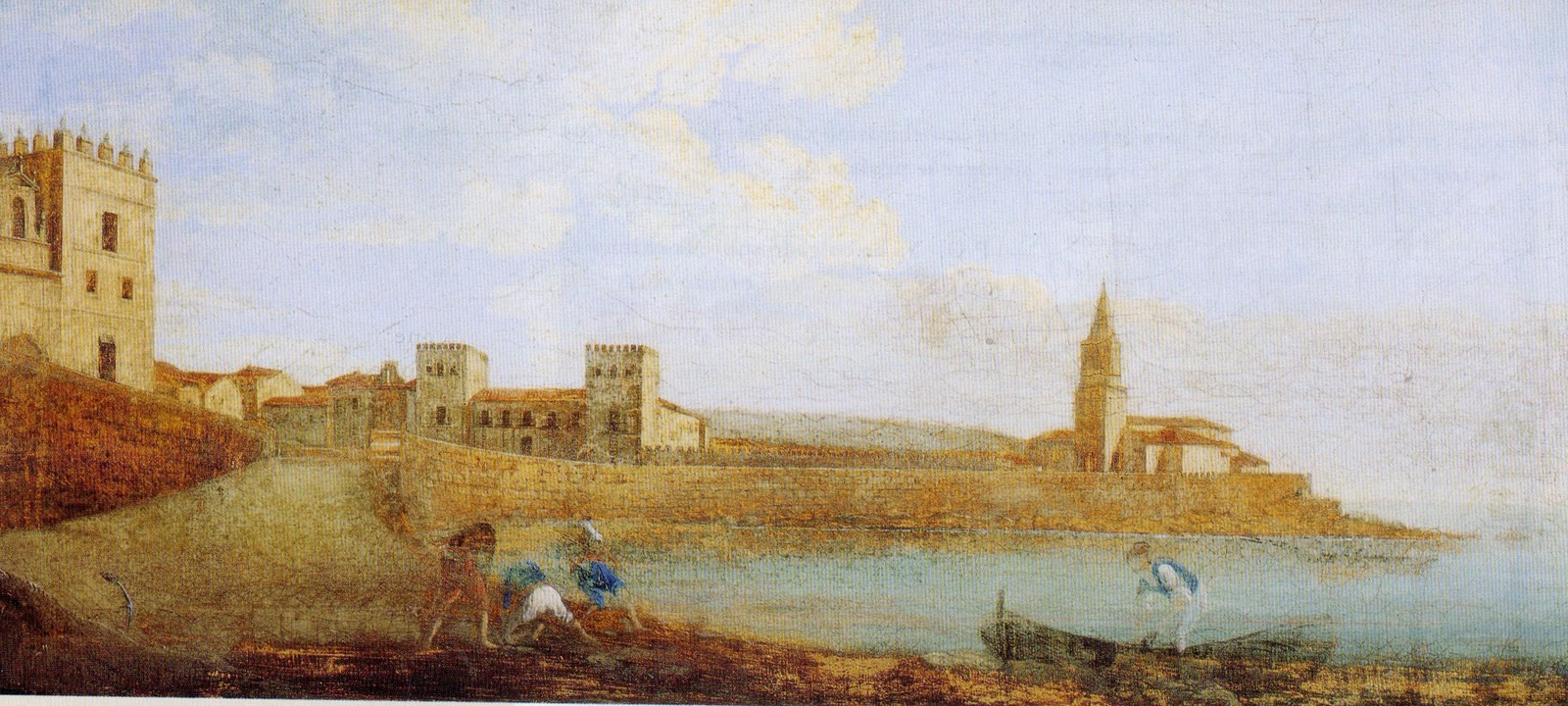
Entorno de iglesia en el siglo XVIII
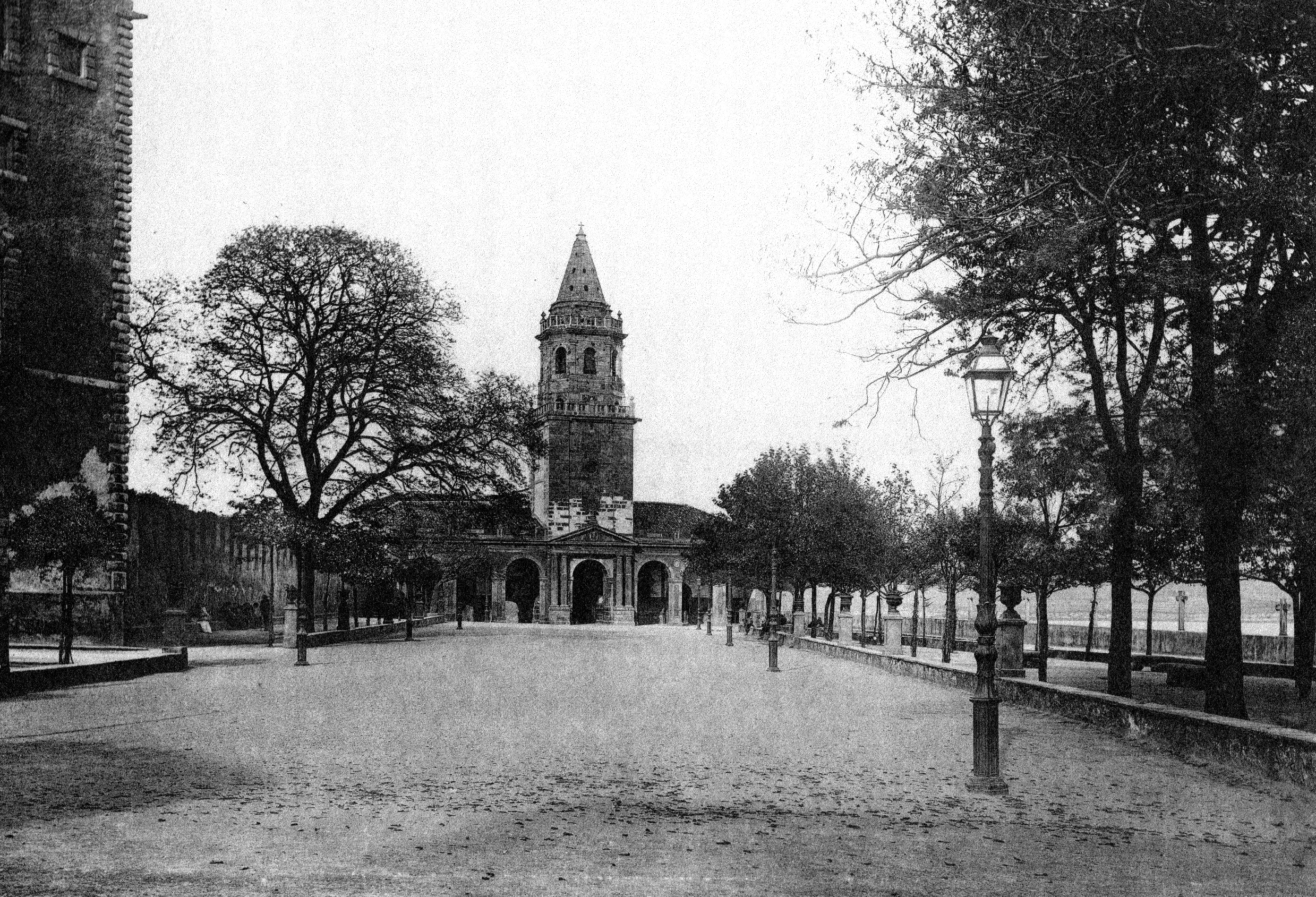
Fachada principal en el siglo XIX
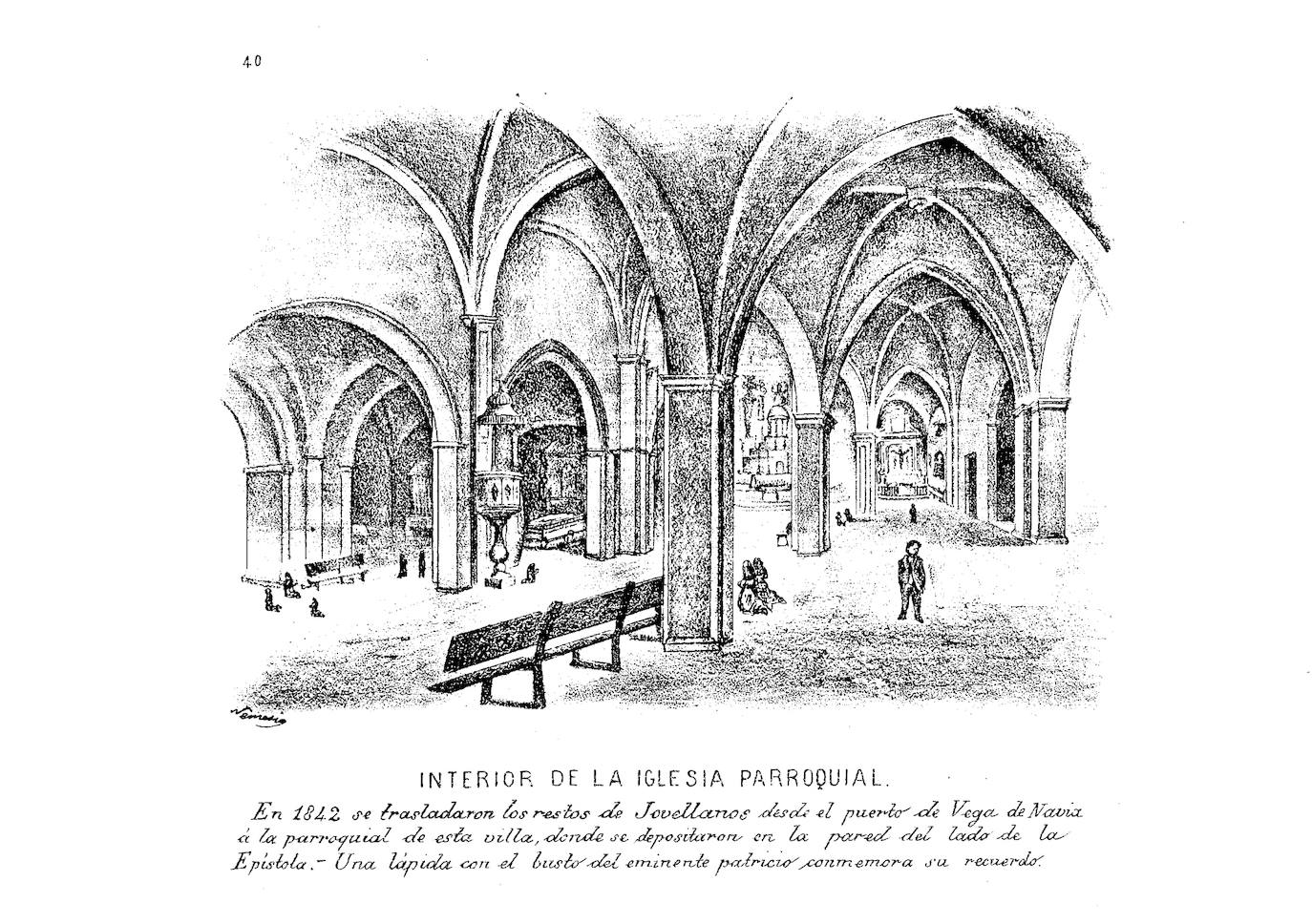
Interior en el siglo XIX

## Edificio actual
Tras la Guerra Civil, y dada la importancia del edificio para Gijón, diversos organismos oficiales acordaron convocar un concurso de proyectos para la reconstrucción de la iglesia. En el jurado se encontraba el arquitecto Luis Menéndez-Pidal y Álvarez. El fallo se reveló el 26 de noviembre de 1939 a favor de los hermanos Somolinos, pero las obras no comenzaron hasta el 21 de mayo de 1945.
Mientras la Guerra seguía en curso, el párroco Ramón Piquero había encargado a Juan Manuel del Busto González la reconstrucción del templo. El arquitecto firmó y presentó su propuesta en febrero de 1939. En ella se negaba a construir una réplica de la antigua iglesia, tanto por las carencias que presentaba como por la pérdida de la esencia por muy lograda que fuese la reproducción, y mostraba un edificio con elementos muy similares a los del templo actual. Se inspiraba en el románico y prerrománico asturiano, estilo historicista del que el arquitecto ya había sido pionero en 1929 con su proyecto para la iglesia de San Julián de Somió. Conservaba además elementos del templo anterior como el pórtico y la torre (aunque a un lado de la fachada en lugar de en el centro) e introducía la idea de separar la iglesia del muro de la playa dejando un paseo alrededor de la misma. El proyecto no llegó a ejecutarse al llevarse a cabo el concurso, en el cual Juan Manuel del Busto se negó a participar, y quizás también como consecuencia de su vinculación con la República y la condición de beneficiarios de numerosos concursos de la Dirección General de Regiones Devastadas de los hermanos Somolinos.
El edificio proyectado por Francisco y Federico Somolinos sigue la corriente franquista de recuperación de estilos históricos, que a escala nacional solía inspirarse en los estilos herreriano y neoclásico y que en Asturias toma como referencia la «arquitectura de Reconquista» o prerrománico asturiano. La iglesia incorpora así elementos fundamentales de este último estilo como contrafuertes similares a los de Santa María del Naranco, un crucero resaltante sobre las naves como el de San Miguel de Lillo o las celosías de piedra. Su estilo austero y tradicional encaja asimismo con las exigencias de la Iglesia católica, que no aprobaba el Movimiento Moderno. En la iglesia se utilizó piedra arenisca como material constructivo principal, aunque la calidad de los materiales se tuvo que ver reducida por dificultades económicas, usándose rasilla revestida de cemento con dibujos que imitan a la piedra en las bóvedas. El templo cuenta con cinco naves, las cuales le dan una marcada horizontalidad que según sus arquitectos lo adecúa al espacio del Campo Valdés y lo armoniza con la playa y el mar.
La iglesia tiene una girola, elemento arquitectónico más común en catedrales que en iglesias parroquiales. La existencia de la misma llevó al arzobispo de Oviedo Francisco Javier Lauzurica y Torralba a ordenar cerrarla con cortinajes tras una visita a la iglesia. Como consecuencia de esta decisión, la girola estuvo tapiada y también se utilizó como sacristía y almacén. En 2012 este espacio fue reformado y transformado en una capilla que alberga el sagrario del templo, decorándose sus muros con 200 metros cuadrados de mosaicos obra del sacerdote jesuita de origen esloveno Marko Ivan Rupnik.

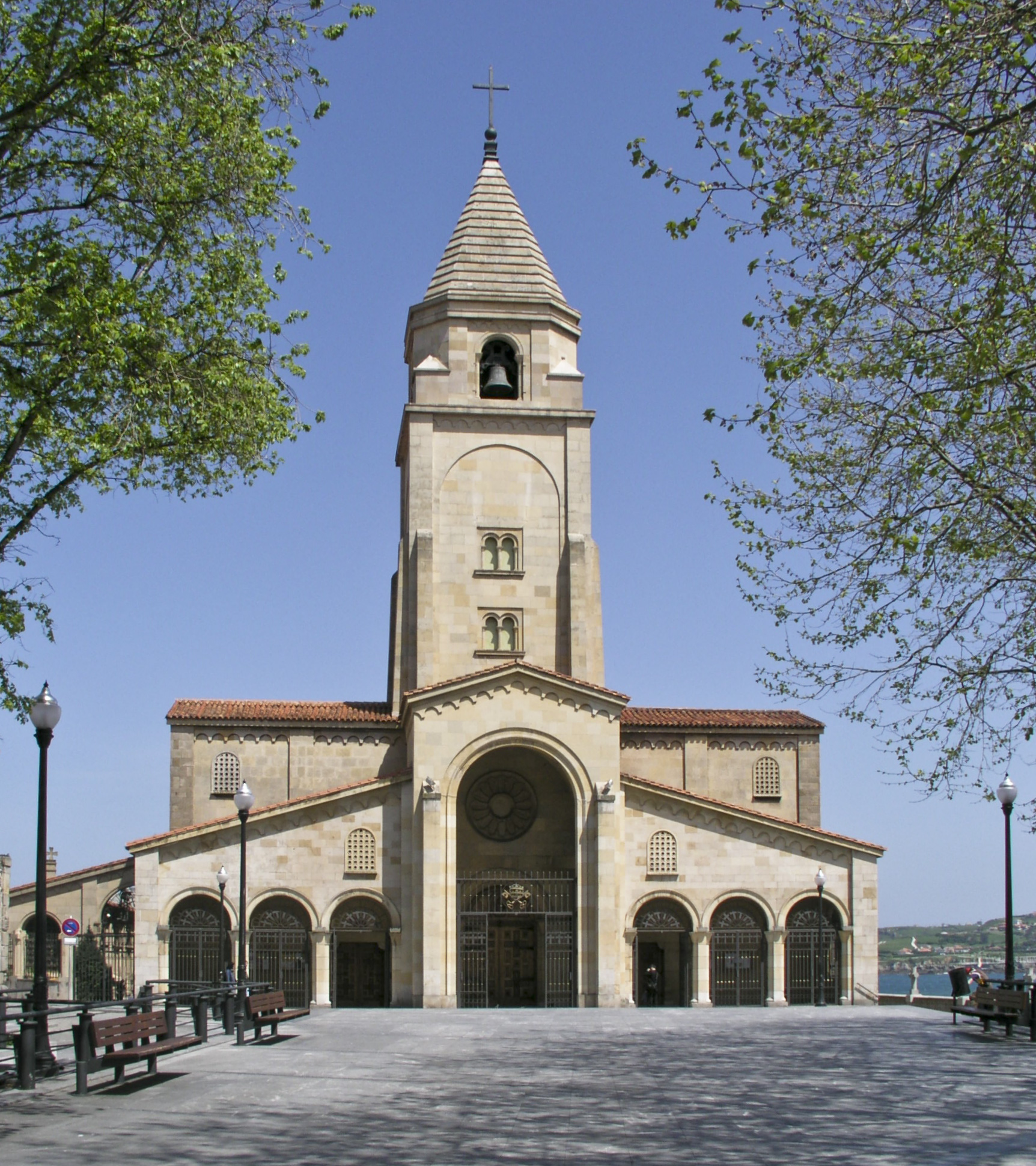
Fachada principal hacia el Campo Valdés
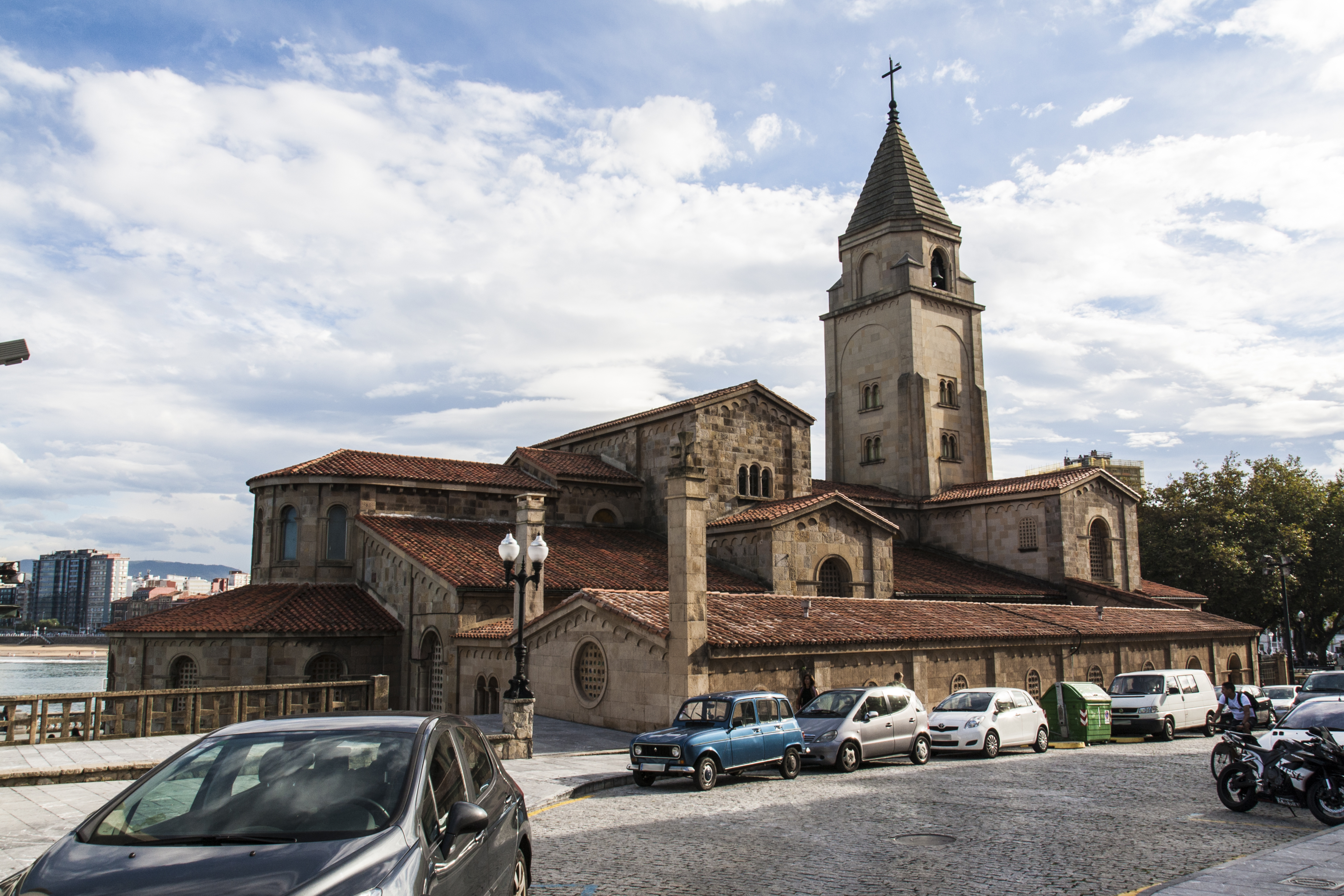
Fachada lateral hacia la plaza del Arcipreste Ramón Piquero
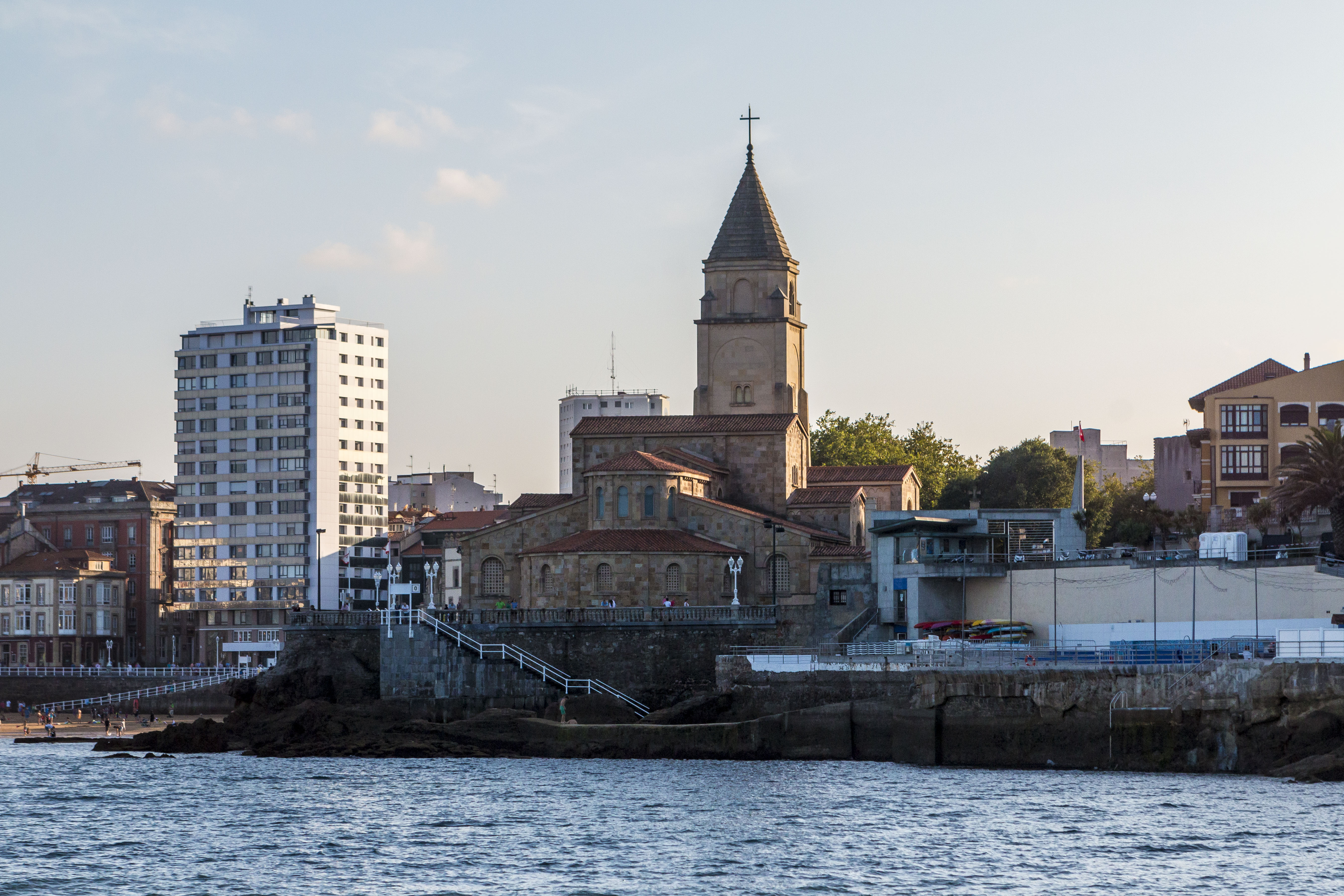
La cabecera vista desde el mar
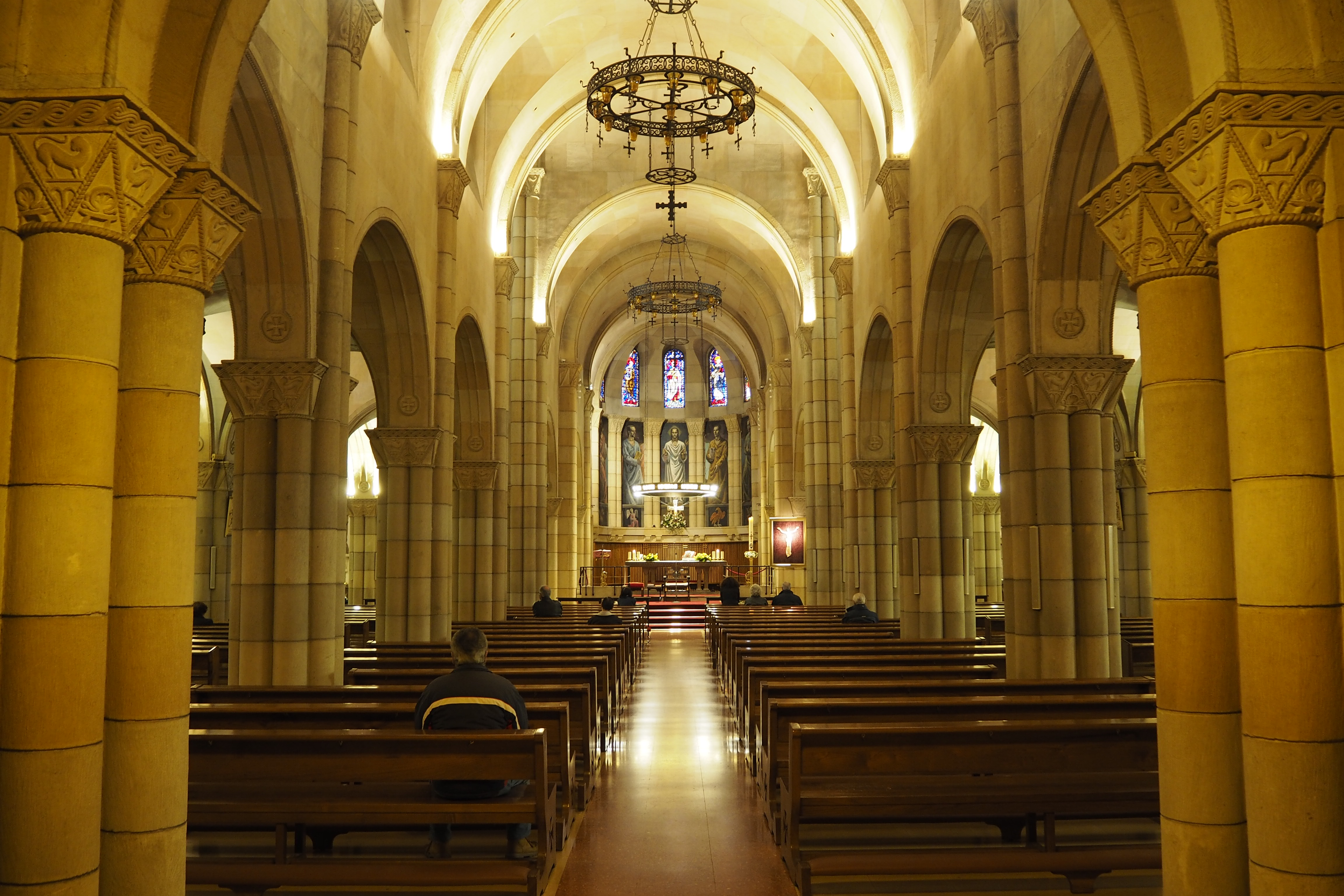
Interior de la nave central

## Acontecimientos
- La flecha de la torre del antiguo edificio quedó destruida durante el bombardeo de Cimadevilla de la Revolución de 1934.[3] Fue reconstruida en 1935 por el arquitecto municipal Miguel García de la Cruz, quien contó con la colaboración de Manuel García Rodríguez para finalizar el proyecto.[5]
- El 24 de agosto de 1936, durante la Guerra Civil, las tres iglesias parroquiales de Gijón (San Pedro, San José y San Lorenzo) fueron incendiadas.[3] Se ha interpretado que esto fue realizado en parte como acto vandálico, y en parte como reacción ante el supuesto posicionamiento de la Iglesia a favor de los sublevados.[3] San Pedro fue dinamitada el 27 de septiembre del mismo año aludiendo al peligro que su estado de ruina suponía para la ciudadanía.[3] Pocos días después de la destrucción de la iglesia, el escritor Pachín de Melás rescató los restos mortales de Gaspar Melchor de Jovellanos[1]y los trasladó provisionalmente a la Escuela de Comercio.[6] El culto tuvo que desarrollarse en la colegiata de San Juan Bautista hasta que finalizó la reconstrucción del templo.[1]
- En octubre de 2001 se celebró la boda del torero Cayetano Rivera Ordóñez y la modelo Blanca Romero,[7] cuyo matrimonio se disolvió en 2004.
- El 30 de agosto de 2016 la Policía Nacional recibió un falso aviso de bomba que obligó a desalojar el templo.[8]